# Mirosław Borusiewicz
Mirosław Borusiewicz (ur. 1947 w Szczecinie) – polski socjolog kultury, doktor nauk humanistycznych (specjalność muzeologiczna). W latach 1997–2006 dyrektor Muzeum Sztuki w Łodzi.

## Życiorys
Absolwent socjologii kultury na Wydziale Ekonomiczno-Socjologicznym Uniwersytetu Łódzkiego, doktor nauk humanistycznych w zakresie historii (specjalność muzeologiczna) na Wydziale Nauk Historycznych i Społecznych UKSW w Warszawie. Członek  Polskiego Komitetu Międzynarodowej Rady Muzeów ICOM.
Od 1975 roku związany z muzealnictwem, pracował w i Muzeum Historii Miasta Łodzi. W latach 1993–2006 był pełnomocnikiem ministra kultury i sztuki do spraw muzeów oraz wykładowcą w Studium Muzealniczym Uniwersytetu Warszawskiego. Autor licznych artykułów i rozpraw w wydawnictwach naukowych krajowych i zagranicznych. W roku 1994 założył Centrum Muzeologiczne, działające przy Muzeum Historii Miasta Łodzi. Jako jego kierownik zorganizował szereg krajowych i międzynarodowych konferencji oraz szkoleń dotyczących organizacji i finansowania muzeów. W tym samym czasie w konsultacji z prof. dr hab. Andrzejem Rottermundem napisał program dla Studium Muzealniczego, zorganizowanego przy Instytucie Historii Sztuki Uniwersytetu Warszawskiego oraz przez 9 lat pełnił tam funkcję wykładowcy, prowadząc zajęcia zarządzania muzeami. W latach 1997–2006 był dyrektorem Muzeum Sztuki w Łodzi.
Obecnie zajmuje się pracą naukową, jest współtwórcą programu muzeologii na WNH UKSW w Warszawie, aktywnie uczestniczy jako konsultant  w pracach nad rozwojem kierunku i specjalizacji muzeologicznej na kierunku kulturoznawstwo. Przygotowuje także rozprawę habilitacyjną poświęconą znaczeniu działalności muzealnej i jej społecznemu rozumieniu, pod tytułem Semantyka muzeów.

## Działalność opozycyjna w PRL
W 1980 roku był współzałożycielem związku i przewodniczącym Komisji Zakładowej NSZZ „Solidarność” w Muzeum Historii Miasta Łodzi oraz współzałożycielem Rady Kultury.
W ogólnopolskim strajku oświaty, służby zdrowia i kultury w Gdańsku przewodniczył rozmowom z komisją rządowa przy podstoliku kultury.
14 grudnia 1981 roku kierował strajkiem w Muzeum Historii Miasta Łodzi. Strajk został spacyfikowany przez ZOMO; Mirosław Borusiewicz zdołał się ukryć.
Od początku stanu wojennego kolportował książki i czasopisma niezależne które przywoził z Warszawy oraz otrzymywał od Mieczysława Kucnera, Pawła Lipskiego, Iwony Książek, Andrzeja Terleckiego, Ryszarda Kostrzewy, Mieczysława Góry, Jerzego Pinińskiego i Marcina Oko.
Autor tekstów m.in. w „Przedświcie” pod pseudonimem „Albin”. Brał udział w zbieraniu składek i rozdzielaniu pomocy finansowej i darów rzeczowych dla represjonowanych. W latach 1983–1987 wykorzystywał wycieczki organizowane przez Stowarzyszenie Historyków Sztuki do kolportowania wydawnictw bezdebitowych na terenie całego kraju. Autor antykomunistycznych piosenek popularnych w środowiskach żeglarskich.

## Odznaczenia
- Krzyż Wolności i Solidarności (2017)[1]
- Odznaka „Za Zasługi dla Miasta Łodzi” (2002)[2]